# Hodori et Gomdoori
Hodori et les Gomdoori sont respectivement les mascotte officielles des Jeux olympiques et paralympiques de 1988 à Séoul, en Corée du Sud.

## Hodori

Hodori en 1988.

Hodori, mascotte des Jeux olympiques de Séoul 1988, est un tigre stylisé conçu par Kim Hyun voulu comme proche du tigre de Sibérie. Cet animal traditionnel du continent asiatique est présent dans de nombreuses légendes coréennes. Les créateurs ont voulu lui donner une apparence amicale et sympathique.
Le nom « Hodori » a été choisi à partir de suggestions publiques. « Ho » est un dérivé du mot coréen désignant le tigre et « dori » est un diminutif pour les garçons en coréen. 
Un second personnage de trigresse nommée Hosuni a été créé mais elle fut rarement utilisée.

## Les Gomdoori

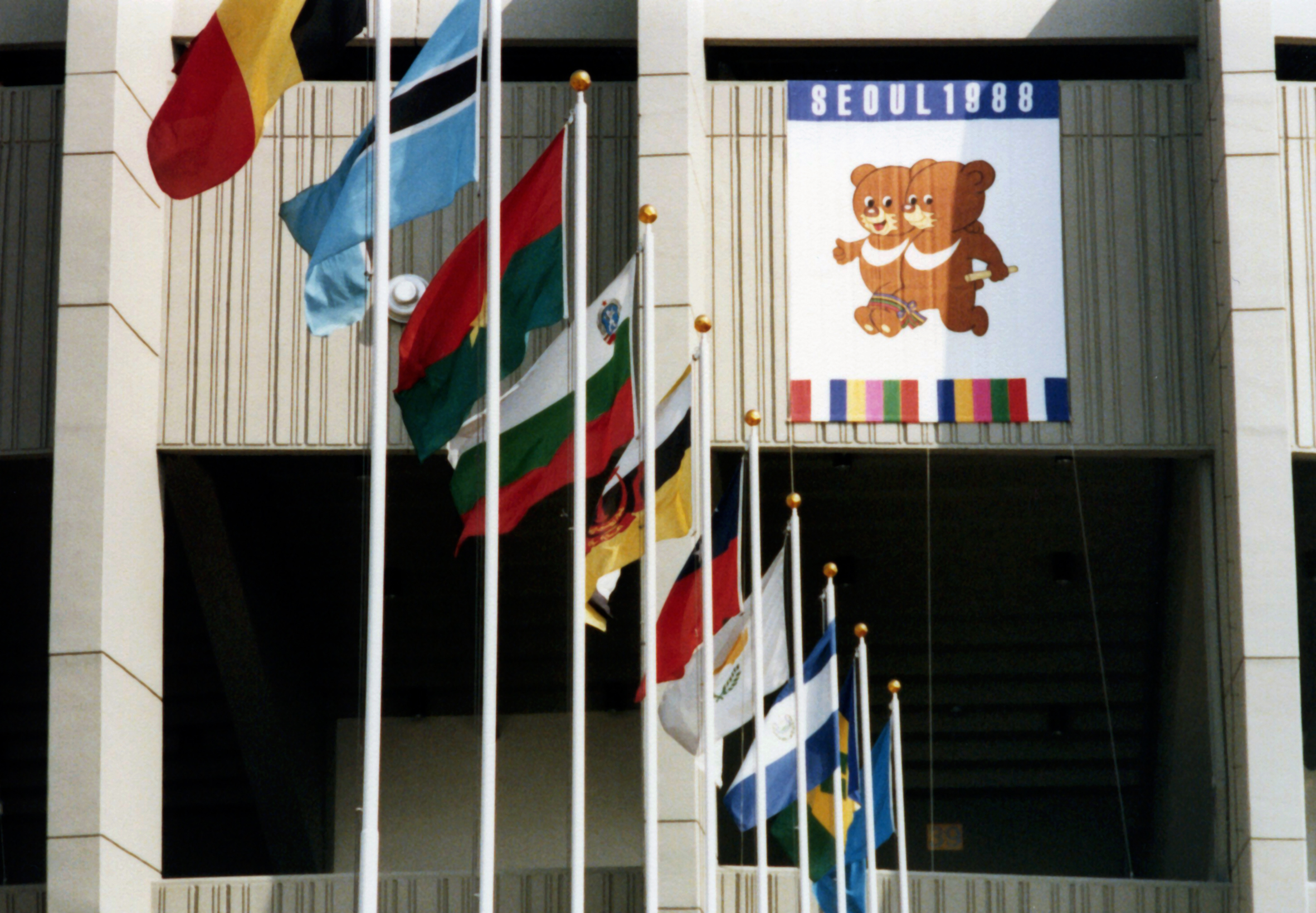
Les Gomdoori en 1988.

Les Gomdoori sont les mascottes des Jeux paralympiques d'été de 1988. Le dessin reprend les codes de la mascotte olympique d'Hodori.
Leur nom est dérivé du mot coréen signifiant « ours en peluche » (hangeul : 곰 ; RR : gom, ours ) et ils représente un couple d'ours-lune (même si ce sont des ours noirs qui vivent notamment en Corée, le motif de lune présent sur leur colliers est bien représenté) reliés entre eux par un lien au niveau de leurs chevilles aux couleurs des premiers Symboles paralympiques (en 1988, il y avait encore les cinq couleurs olympiques).
Ils symbolisent la capacité à surmonter l'adversité par la coopération et à encourager l'humanité à travailler ensemble de manière pacifique et harmonieuse.